# Klíč (Strážci času)
Klíč je třetí a poslední díl knižní trilogie Strážci času australské autorky Marianne Curleyové, který leží na hranici mezi žánry sci-fi a fantasy.

## Umístění
Příběh se odehrává v Angel Falls, které je umístěno nad starobylým městem Veridian. Je situován do současnosti, nebo doby blízké. Některé z příběhů probíhají v minulosti, v různých časech a na různých místech. Také se odehrává v Podsvětí a v jiných sférách.
Více než v předchozích dílech děj probíhá ve Ztraceném městě a částečně i v mytickém městě Atlantida před jeho potopením. Další místa jsou například Citadela (přenosy mezi časovými úseky) a škola v Angel Falls nebo třeba lesy v okolí, kde se mimo jiné strhne impozantní bitva.

## Příběh
Stejně jako u všech knih Strážci času, prolog je napsán ve třetí osobě, přičemž všechny kapitoly jsou psány v první osobě v přepínání úhlů pohledu mezi dvěma vypravěči. V tomto díle jsou vypravěči Rochelle a Matt.